# Каралар (річка)
Карала́р (крим. Qaralar, також Сірчана річка, рос. балка Серная) — маловодна річка на Керченському півострові, довжиною 11 км.

## Назва
У джерелах наводяться різні варіанти назви: на єдиній карті, де річка підписана, вона названа Сірчаною річкою. У книзі «Реки и Озера Крыма» вживаються варіанти балка Каралар і Сірчана річка.

## Розташування
Річка Каралар знаходиться на території регіонального ландшафтного парку Караларський, на півночі Керченського півострова. Витоком річки вважаються солоні сірководневі джерела, що виходять з тріщин чокракських відкладів (вапняків) Бешевлінської ущелини внутрішньої гряди Караларської височини (дебіт найпотужнішого з них сягає 58 тисяч літрів на добу). Тече спочатку на північ, потім повертає на схід, по западині між внутрішньою і зовнішньою грядами височини і, через розлом в приморській гряді впадає в бухту Широка Азовського моря.

## Цікавий факт
У 1880 році, поблизу зниклого нині села Каралар, одна з французьких компаній проводила бурильні роботи для пошуку нафти, яка так і не була знайдена.